# Nothberger Burg
Die Nothberger Burg, heute eine Ruine, ist eine historische Donjonburg im Eschweiler Stadtteil Nothberg, Deutschland. Sie besitzt vier runde Ecktürme, einen Erker und eine heute landwirtschaftlich genutzte Vorburg. Der früheste urkundlich bekannte Besitzer der Burg Nothberg war Edmund von Engelsdorf, der im Jahre 1361 vom Jülicher Herzog Wilhelm II. mit der Burg belehnt wurde.

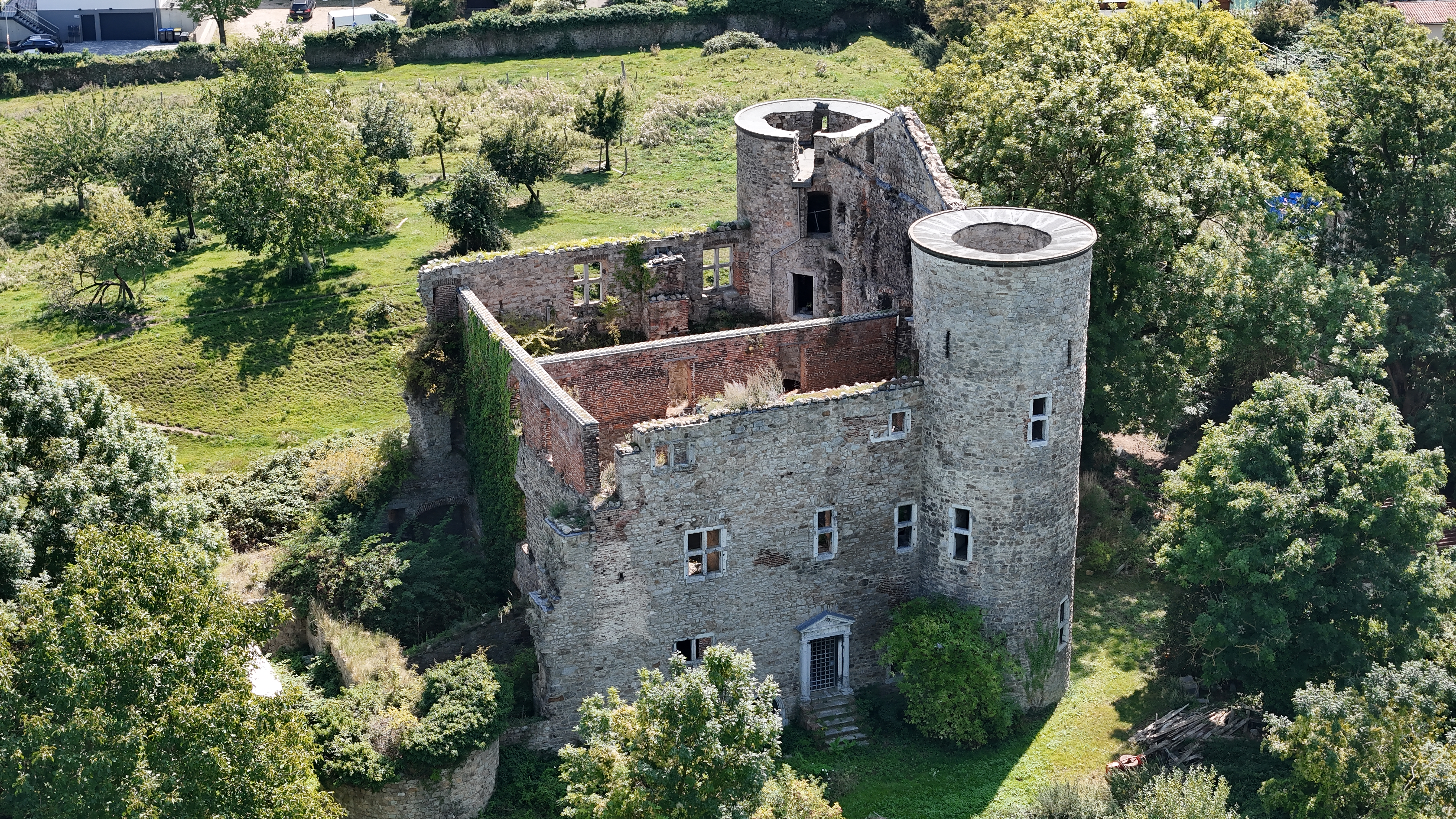
Luftaufnahme der Nothberger Burg

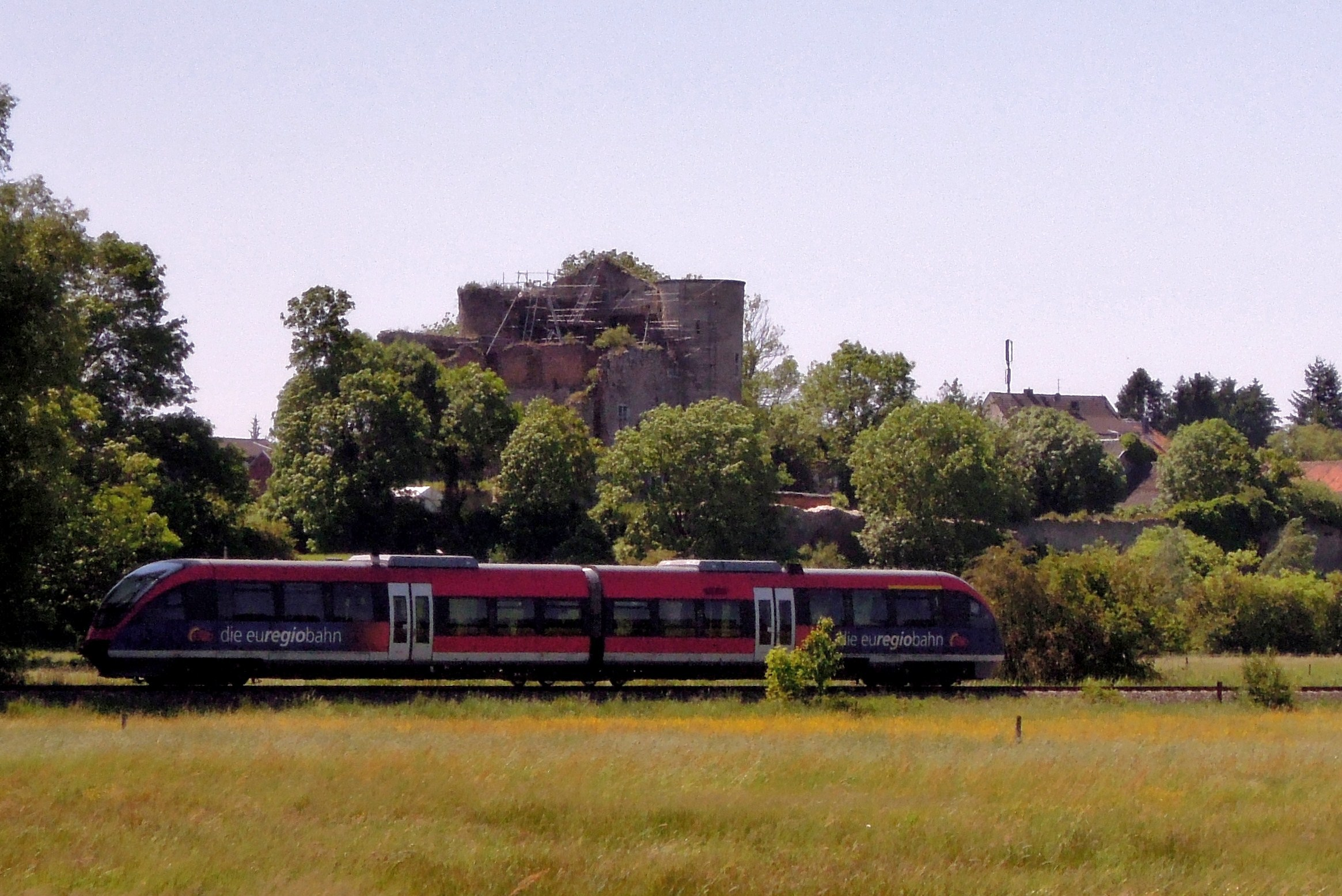
Die Talbahnlinie liegt an der Nothberger Burg

## Lage
Die Höhenburg befindet sich auf einer Anhöhe am Südhang des Tals der Inde im Stadtteil Nothberg von Eschweiler zwischen Köln und Aachen.

## Geschichte

### 9. und 10. Jahrhundert
Vielleicht befindet sich auf dem Plateau der Kernburg, welche sich weithin sichtbar über das Indetal erhebt, bereits eine ältere Burganlage.

### 14. Jahrhundert
In Urkunden, in denen Reinhard von Schönforst von den Erben der Herrn von Monschau einige Besitzungen käuflich erwirbt, wird 1334 bis 1335 deutlich unterschieden zwischen der Burg zu Monschau, der Burg zu Bütgenbach und dem Huys te Berghe (= Nothberger Burg).
Im Jahr 1356 tauschte Reinhard von Schönforst seine Erwerbungen mit dem Herzog von Jülich. Wenige Jahre später, als er den Tausch rückgängig machen will, wird das Huys Berge op der Inden (= Nothberger Burg) davon ausgenommen.
1361 wird Ritter Edmund von Engelsdorf vom Jülicher Herzog mit der Nothberger Burg belehnt. Von Engelsdorf ist der früheste urkundlich bekannte Besitzer der Nothberger Burg.
Die Nothberger Burg wird 1398 mit allem Zubehör für 1.500 schwere rheinische Gulden von Gerhard von Engelsdorf an Werner von Palant verpfändet. Zu diesem Zeitpunkt ist sie stark sanierungsbedürftig, was aus den Modalitäten des Pfandvertrages deutlich hervorgeht.

### 15. Jahrhundert

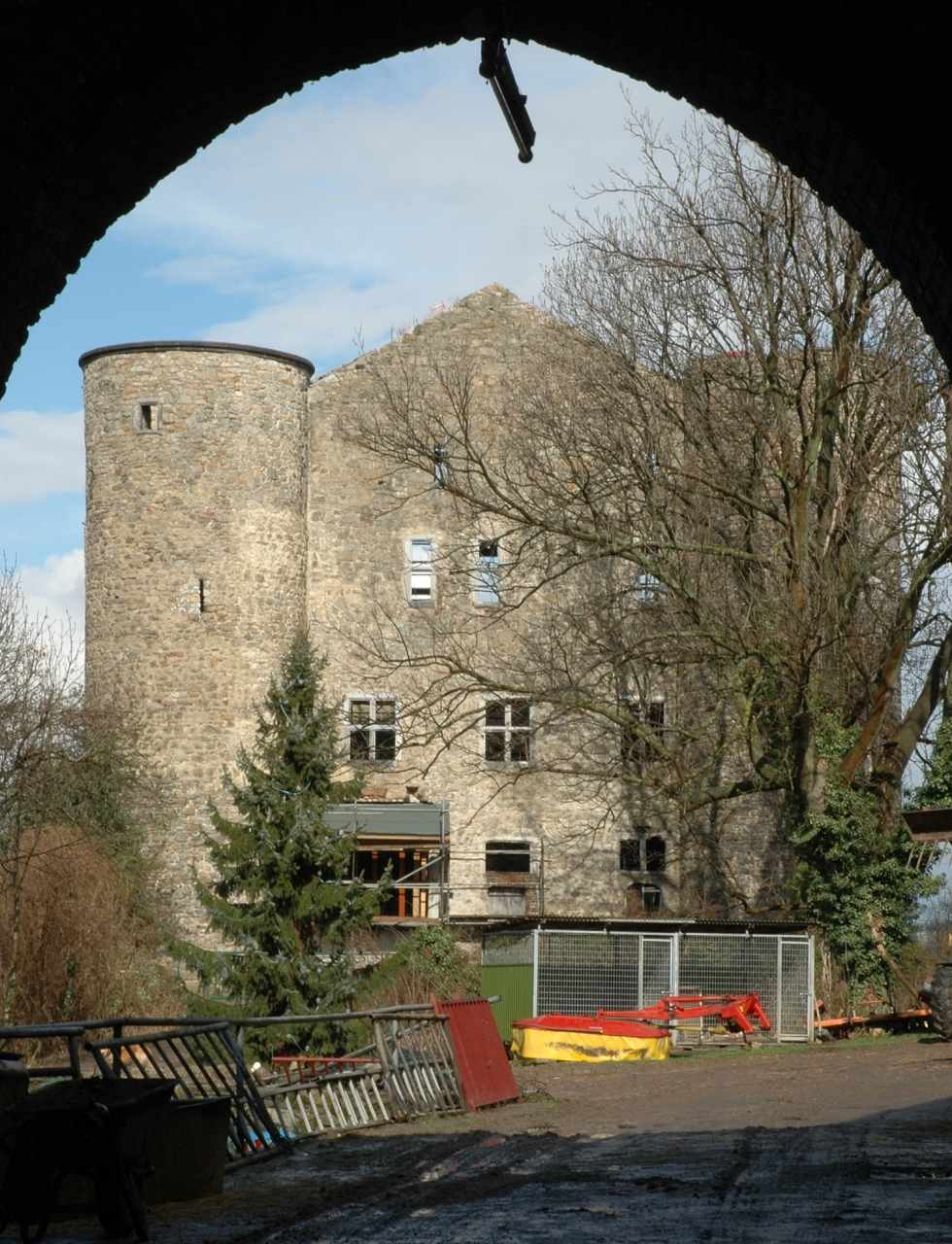
Die westliche Giebelwand des Herrenhauses (2006)

Der Kern des Herrenhauses der Nothberger Burg wird als spätgotisches Bauwerk errichtet. Aus dem 14. Jahrhundert stammt wahrscheinlich die Torburg, deren Reste als vermutlich älteste Teile der Gesamtanlage noch bis ins 21. Jahrhundert gut sichtbar sind. An der südlichen Ecke des Westflügels der Vorburg, einem aus Backsteinen errichteten Scheunenbau, wird der spätgotische Torbau für die Zugbrücke gebaut.
1433 erhält Johann von Palant die Nothberger Burg von seinem Vater Werner als Mitgift. Im Gegenzug verpflichtet er sich zur Aussetzung der Zehnten zu Bützdorf und Metzen und muss sich des Weiteren verpflichten, die Anlage wieder instand zu setzen. Er gibt aus diesem Grunde den Auftrag zu umfangreichen Sanierungs- und Umbauarbeiten. Aus einer nicht mehr zeitgemäßen spätmittelalterlichen, zur Verteidigung gegen moderne Feuerwaffen ungeeigneten Burg, wird ein dem Stande des Besitzers gemäßes schlossähnliches Repräsentationsgebäude, das eines gewissen Komforts nicht entbehrt.
Um 1445 wird ein Eichenholzbalken geschlagen und über einem Türdurchgang im Keller eingebaut. Er weist im 20. Jahrhundert an einer Seite Brandspuren auf.

### 16. Jahrhundert
Alle Hausteinarbeiten werden in Blaustein ausgeführt.
Im Jahr 1543 wird die Nothberger Burg durch die Truppen des Kaisers Karl V. während des Erbfolgestreits um Geldern stark beschädigt.
1544: Diese Jahreszahl wird auf dem Nothberger Wappen verzeichnet.
Alessandro Pasqualinis Auftraggeber Maximilian von Egmond stirbt 1548, und Wilhelm V. verpflichtet Pasqualini umgehend für Jülich. Er wird herzoglicher Landesbaumeister der Herzogtümer Jülich-Kleve-Berg und kann in Jülich ein Schloss in der Festung und eine Renaissancestadt nach den idealen Vorstellungen seiner Zeit verwirklichen.
1549 gestaltet Pasqualini die Residenz Düsseldorf mit und 1552 arbeitet er an der Befestigungsanlage in Köln.
1555 ist das Jahr der großen Umgestaltung. Dies ist belegt einmal durch die Gestaltung der Wappenschilde über dem Eingang zum Südwestturm mit der Jahreszahl 1555, der als Treppenturm zu den Obergeschossen umgestaltet worden ist, und durch die dendrochronologische Untersuchung des Eichenbalkens im Saal an der Südseite des Kernbaus. Es gibt Anhaltspunkte dafür, dass zu jener Zeit auch Arbeiten zur (Neu)-Gestaltung der Vorburg durchgeführt werden. Im Auftrage des Jülicher Amtmannes Johann von Palant widmet Alessandro Pasqualini sich wahrscheinlich den Umbauten der Nothberger Burg. Wenn auch nirgendwo ein schriftlicher Beleg für den Nachweis der Tätigkeit Pasqualinis in Nothberg bisher aufgetaucht ist, so sprechen die gesamte Planung und deren Ausführung zumindest dafür, dass er wesentlichen Anteil daran gehabt hat.
1556 begibt sich Alessandro mit Herzog Wilhelm V. erstmals nach Bielefeld, um dort beim Ausbau der Sparrenburg beratende Funktion zu übernehmen. Er versucht, die Verteidigungsfähigkeit der Anlage durch das Anfügen einer Bastion an der Hauptangriffsseite zu verbessern.
Im Jahr 1559 stirbt bei einem Aufenthalt als Bauberater in Bielefeld Alessandro Pasqualini.
1591 stirbt der letzte von Palant, ein Johann von Palant, und es brechen langanhaltende Erbstreitigkeiten aus. Seine Mutter Anna von Gertzen überlebt alle ihre Kinder und stirbt selbst 1611.

### 17. Jahrhundert
Die Nothberger Burg wird zeitweilig von mehreren Anteilseignern bewohnt, was eine Aufteilung des Hochschlosses in mehrere Wohnungen erforderlich macht. Bei dieser Aufteilung werden an der Westwand des Herrenhauses zwei Kreuzstockfenster neben dem Erker aufgeweitet und zu Eingangstüren umgebaut. Im Inneren des Gebäudes werden die Eingangsbereiche durch den Einbau von Lehmwänden voneinander getrennt.
Um 1640 gehört die Nothberger Burg der Familie von Rolshausen, denn der silberne Vogel der Sebastianus-Schützengesellschaft in Nothberg, der aus dieser Zeit herrührt, trägt ein Schildchen mit dieser Jahreszahl als Urkunde des Geschenkgebers.
Kaiserliche Truppen reißen 1646 die Galerie nieder und zerstören so den Ehrenhof, um die Verteidigungsfähigkeit des Schlosses auszuschließen. Der Zugang zu der kleinen Nordwest-Bastion – einem Werk Pasqualinis – wird somit unmöglich.

### 18. und 19. Jahrhundert
Der Südflügel aus dem Spätmittelalter mit den Stallungen und einem zweigeschossigen Wohnhaus für den Pächter wird wesentlich umgestaltet.
Die Nothberger Burg erleidet am 18. Februar 1756 durch das große Erdbeben im Raume Düren erhebliche Schäden. Sie werden aus Geldmangel nie ganz behoben.
Im Jahr 1800 zählen Nothberg und Hastenrath 1.400 Einwohner und gehören unter der französischen Verwaltung zum Kanton Eschweiler im Département de la Roer (= Rur).
1815 kommt das Rheinland und somit Nothberg an das Königreich Preußen, welches die eigenen Verwaltungsstrukturen aufprägt: Nothberg gehört zum Kreis Düren im Regierungsbezirk Aachen.
An den großen vorspringenden Rauchfängen im Rittersaal sind um 1820 noch Kamingesimse aus rotem Sandstein vorhanden, etwa 5 Fuß lang und 1¼ Fuß breit, auf welchen allerlei menschliche Figuren in erhabener Arbeit ziemlich roh gemeißelt sind. Die meisten dieser Gesimse tragen die Jahreszahl 1558.
Im Jahr 1829 wird die Nothberger Burg in bürgerlichen Besitz verkauft, ein Drittel des Mauerwerks des Herrenhauses auf Abbruch. Die Nothberger Burg wird sozusagen als Steinbruch genutzt, was als Erklärung für den ruinösen Zustand im 20. Jahrhundert gilt.
Bis zu dieser Zeit hat das Gebäude ein hohes, steil ansteigendes Liniendach, an dem die beiden Ecken abgestumpft sind. Um 1832 bis 1833 fällt es zusammen und wird ein paar Jahre später durch ein flach liegendes Ziegeldach ersetzt, welches 1850 noch existiert. Die beiden Giebel, welche lange Zeit ihre frühere Form haben, werden in den Jahren vor 1850 nach der Form des Daches abgetragen.
Der Dürwisser Notar Melchior Delhougne kauft 1842 die Nothberger Burg von Georg von Rolshausen zu Türnich für 24.000 Taler/Gulden.
1850 beschreibt ein unbekannter Verfasser die Nothberger Burg handschriftlich.
Der Sohn Theodor des Notars Delhounge ersteigert sie nach des Vaters Tod 1867 für 15.255 Taler, danach setzt die Zerstörung des Hochschlosses ein. Man verkauft Eichenbalken der Dachkonstruktion und der Geschossdecken als Bauholz, man reißt die östlichen Türme ein und zerstört die gesamte Ostfassade und macht daraus einen Steinbruch, der billiges Material für zahlreiche Bauvorhaben in Nothberg und seiner Umgebung liefert.
Im Jahr 1879 erwirbt die Familie Kever das Anwesen für 11.000 Taler. Das Hochschloss ist eine Ruine.

### 20. Jahrhundert
Von 1912 bis 1914 werden an der Nothberger Burg einige Sanierungsmaßnahmen durchgeführt, die durch den Ausbruch des Ersten Weltkrieges zum Erliegen kommen.
1932 wird Nothberg zusammen mit Bohl, Hastenrath, Scherpenseel und Volkenrath in die Stadt Eschweiler eingemeindet und gehört somit zum Kreis Aachen (heute Städteregion Aachen).
Im Zweiten Weltkrieg (1944) zerstört ein US-amerikanischer Panzer absichtlich den Erker, die Brücke über den Graben, den Bogen am Eingang zum Plateau und anderes mehr.

### Fördererverein
1976 wurde der „Fördererverein Nothberger Burg“ gegründet, der sich um den Erhalt und die wissenschaftliche Erforschung der Anlage bemüht und sich die Rettung und Sicherung der Ruine zum Ziel gesetzt hat. 
Im November 1980 begannen unter Mithilfe des Landeskonservators, des Kreises Aachen sowie des Fördervereins Nothberger Burg umfangreiche Restaurierungsarbeiten.

## Anlage

### Das Herrenhaus
Das Herrenhaus der Burg Nothberg ist ein spätgotisches Bauwerk, das im Kern aus dem 14. und 15. Jahrhundert stammt. Es ist nur noch eine Ruine. Von dem dreigeschossigen Bruchsteinbau ist nur noch die westliche Giebelwand mit den beiden Ecktürmen in voller Höhe erhalten. Nord- und Südwand stehen nur noch teilweise aufrecht. Der östliche Teil des Gebäudes ist fast völlig verschwunden. Das Gebäude besaß ursprünglich einen rechteckigen Grundriss von ca. 28 m × 18 m. An allen vier Ecken standen Rundtürme. Als die Burg 1829 in bürgerlichen Besitz überging, wurde ein Drittel des Mauerwerks des Herrenhauses auf Abbruch verkauft. Die Burg wurde als Steinbruch genutzt, was als Erklärung für den heutigen ruinösen Zustandes gilt.

### Die Vorburg
Die zweiflügelige Vorburg verläuft mit ihrem Westflügel parallel zum Außenring der Gesamtanlage, der Südflügel liegt in Richtung Hauptburg. An der südlichen Ecke des Westflügels der Vorburg befindet sich der spätgotische Torbau für die Zugbrücke aus dem 14. oder 15. Jahrhundert. Von der Vorburg führt eine gemauerte Bogenbrücke über den Graben zur Hauptburg, die östlich der Vorburg liegt.

### Renaissance, Pasqualini und der Dreißigjährige Krieg
Einige Details, wie Ausflucht, Hauptportal und Säulen im Innern lassen schon den Einfluss der neuen Stilepoche, der italienischen Hochrenaissance, erkennen. Aus der Umgestaltungsmaßnahme von Pasqualini stammt u. a. der Anbau eines Altans (Erker) an der westlichen Giebelseite unter Anlehnung an den Nordwestturm. Im Zweiten Weltkrieg wurden der Erker, die Brücke über den Graben, der Bogen am Eingang zum Plateau und anderes mehr zerstört. Im Gefolge der Erbstreitigkeiten nach dem Tod des Letzten von Palant 1591 und durch den Dreißigjährigen Krieg setzten Verfall und Zerstörung der Anlage ein. 1646 rissen kaiserliche Truppen die Galerie nieder und zerstörten so den Ehrenhof, um die Verteidigungsfähigkeit des Schlosses auszuschließen. Der Zugang zu der kleinen Nordwest-Bastion – ebenfalls einem Werk Pasqualinis – war somit unmöglich geworden.